# التشييد بواسطة أكياس التراب
إن التشييد بواسطة أكياس التراب هو طريقة بناء غير مكلفة تستخدم في الغالب التربة المحلية لتكوين هياكل قوية ويمكن بناؤها بسرعة.
وهي تقنية بناء طبيعي طُورت من تقنيات بناء الحصون العسكري التاريخية وطرق بناء السدود الترابية المؤقتة التي تُستخدم للسيطرة على الفيضانات. تتطلب هذه التقنية مواد البناء الأساسية التي تشمل: أكياس قوية مليئة بالمواد العضوية التي عادة ما تكون متاحة في الموقع.
تتميز المواد المملوءة بأكياس التراب بأنها ذات ثبات داخلي. وتستخدم إما تربة تحتية رطبة والتي تحتوي على ما يكفي من الطين لتصبح متماسكة عند حشوها ورصها، أو حُصى حادة مقاومة للماء أو صخور بركانية متكسرة. وتُبنى الجدران تدريجيًا عن طريق وضع الأكياس في صفوف ما يشكل نمطًا متشابكًا يشبه الربط الألماني (أو صناعة الآجرّ).
يمكن أن تكون الجدران منحنية أو مستقيمة أو مقببة على الأرض أو يعلوها أسطح تقليدية وتوفر الجدران المنحنية ثباتًا جانبيًا جيدًا، ويمكن أن تشكل غرف دائرية و/أو أسقف مقببة مثل المباني القبانيّة.
تحتاج المباني ذات الجدران المستقيمة التي يزيد طولها عن 5 أمتار (16.4 قدم) إلى جدران متقاطعة أو دعائم تقوية وتوجد معايير دولية لحجم الجدار المقّوى والتباعد المطلوب للبناء الترابي في مختلف أنواع المناطق التي يشتد فيها خطر الزلازل، ولا سيما المعايير المعتمدة على الأداء في نيوزيلندا التي توصي بها معايير البناء الترابي التابعة للجمعية الأمريكية الدولية لاختبار المواد. ويوضح اختبار القص الثابت أن أكياس التراب يمكن أن تصل إلى قوى مماثلة لمعايير طوب اللبن المعزز في نيوزيلندا مع قوى التربة والتدعيم المحدد رغم أن كيس التراب الضعيف غير المقوى يمكن أن يكون له مقاومة قص أقل من طوب اللبن غير المقوى.
ولتحسين الاحتكاك بين الأكياس وجدار السلك الشائك ذي قوة مقاومة شد، توضع عادة بين الطبقات. كما يتم لف الحبل في بعض الأحيان حول الأكياس لربط أحد الطبقات بالطبقة التالية، لتثبيت الهياكل المبنية معًا والحفاظ على طبقات مستقرة على أشواك الأسلاك الشائكة. ويمكن وضع الحديد المسلح على الجدران لتعزيز الزوايا والحواف المفتوحة وتوفير مقاومة ضد الانقلاب.
وعادةً ما يُنتهى من إكمال البناء المشيد بهذه الطريقة بالقصارة، إمّا بالزخارف الجصية الأسمنتية على طبقة من الطوب القوي أو بالجص المصنوع من مادة الطوب أو الجير، لصبّ الماء ومنع أضرارالتكوين من الأشعة فوق البنفسجية.
تعد تقنية البناء هذه واحدة من أكثر أساليب البناء الطبيعية تنوعًا ويمكن استخدامها في المقاعد أو الجدران المستقلة أو ملاجئ الطوارئ أو المساكن المؤقتة أو الدائمة أو الحظائر والمباني التجارية. وكثيرًا ما تُختار أكياس التراب للعديد من الهياكل المؤسسية الصغيرة إلى المتوسطة الحجم في العالم النامي. ويمكن بناء الهياكل الفرعية بما في ذلك المساكن الموجودة تحت سطح الأرض والمسطحة (مثل منازل "إيرث شيب") والصهاريج وصناديق النوابض والمخازن الأرضية ويمكن بناء الجدران العازلة بملئها بكتل ترابية مضغوطة أو باستخدام تعزيز إضافي من الحصى أو الرمل المقاومة للماء.

## تطور أكياس التراب

### طوب اللبن الفائق
بينما طور جيرنوت مينك، الأستاذ الألماني للعمارة الترابية أول تقنية لاستخدام أكياس مليئة بالخفاف (الحجر البركاني) لبناء الجدران، كان المهندس المعماري والمنشئ نادر خليلي أول من أشاع التشييد بواسطة أكياس التراب (خاصة للمباني السكنية).
وقد أطلق خليلي على تقنيته اسم طوب اللبن الفائق، لأنه ملأ الأكياس بأتربة الطوب الرطبة. تشمل المباني في معهد كال إيرث في هيسبيريا في ولاية كاليفورنيا الذي أسسها في عام 1991، القباب والأسقف المقببة. وكان الخليلي قد بادر في تشريع اعتماد قباب أكياس التراب للمناطق التي يشتد فيها خطر الزلازل، وقد أنتج المعهد عدة كتب وأشرطة فيديو لتوضيح تقنياته، إضافة إلى أن عددًا من الأفراد والمجموعات الأخرى يقدمون الآن ورشة عمل تدريبية.

### الكتاب
مع أن جوزيف كينيدي كان قد اخترع على الأرجح مصطلح أكياس التراب (أو كما تسمى الحقائب المملوءة بالطين)، إلا أن أول من كتب كتاب عن موضوع البناء بواسطة أكياس التراب كانت بولينا فوتشيتشووسكا في عام 2001 بعنوان (البناء بواسطة التراب: دليل البناء بواسطة أكياس التراب مرنة الشكل). وقد طوّر كيلي هارت قاعدة بيانات ضخمة عبر الإنترنت لمعلومات عن أكياس التراب التي شجعت على تبادل الأفكار. وقد عمل كل من كاكي هانتر ودوني كيفمير على مجموعة متنوعة من المشاريع بعد دراسة مع الخليلي واصفين أكياس التراب بأنها (تراب مدكوك بشكل مرن). وكان كتابهم لعام 2004 متاح ككتاب إلكتروني بعنوان البناء بواسطة أكياس التراب: الأدوات والخدع والتقنيات.
وقد طوّر مؤلفون مختلفون كتيبات مجانية على الإنترنت بما في ذلك أوين جيغر وباتي ستاوتر. وتشمل هذه التقنيات البحوث الهيكلية وتقنيات الاختبار الميداني التي طُورت للمناطق الريفية.
ويقدّم الكتاب الإلكتروني لعام 2011 الذي أُصدر من قبل جيجر، دليل البناء بواسطة أكياس التراب: الجدران الرأسية خطوة بخطوة، رسومات توضيحية عن العملية ومناقشات التقنيات الجديدة للمناطق قليلة الخطورة.

### المقترحون
قام العديد من أمثال آكيو إينو من جامعة تينري في اليابان وسكوت هاوارد من إيرثن هاند باختبار وبناء المباني. وقد شجع هارت برفقة جيجر تطوّر أكياس التراب في أشكال مختلفة ومناسبة ثقافيًا ومناخيًا. وبنى روبرت شير سفينة أرضية مستوحاة من منزل مبني بأكياس التراب في ولاية يوتا، كما ويبني مورغان كاراوي التابع لمدرسة الحياة المستدامة، منزلًا يضم مبادئ تصميم السفينة الأرضية أيضًا.
وقد اختبر الدكتور جون أنديرتون من جنوب إفريقيا نسخة من كيس ثلاثي القنوات يقلل من مشاكل الانهيار المتأصلة في مواد التعبئة غير المتماسكة مثل الرمل. كان رائدًا في العمل في جدار ضيق يحتوي على منظومة رملية كان يسميها (إِخايا).
وكان فرناندو باتشيكو من البرازيل رائدًأ في استخدام أنابيب شبكية من  بولي إيثيلين مرتفع الكثافة HDPE أخف وزنًا لجدران أبسط من جدران الطوب الفائق.
إن إعادة البناء بعد الكوارث الطبيعية وفي المناطق ذات الدخل المنخفض في جميع أنحاء العالم تشمل أكياس التراب. مع أن الجدران الترابية الثقيلة تكون عادة خطرة في الزلازل، إلا أن الزلزال الذي حدث في ربيع عام 2015 في نيبال ترك مباني أكياس التراب في حالة جيدة بالقرب من المباني المدمرة.
وضع المهندس نبيل طه أول المواصفات العامة لنوع واحد من دعائم التثبيت الخارجي المناسبة للمناطق التي تحدث فيها أخطر الزلازل واختبر العديد من طلاب الهندسة أكياس التراب غير المعالج أو ضعيف القوة، واختبرت شركة بيلد سيمبل جدران متماسكة معالجة. كما وتعمل المنظمات المعنية بالبناء في نيبال حاليًا برفقة المهندسين لتحسين خيارات التدعيم وصقلها للوصو إلى أكياس ترابية مقاومة للزلازل.

## طريقة التشييد

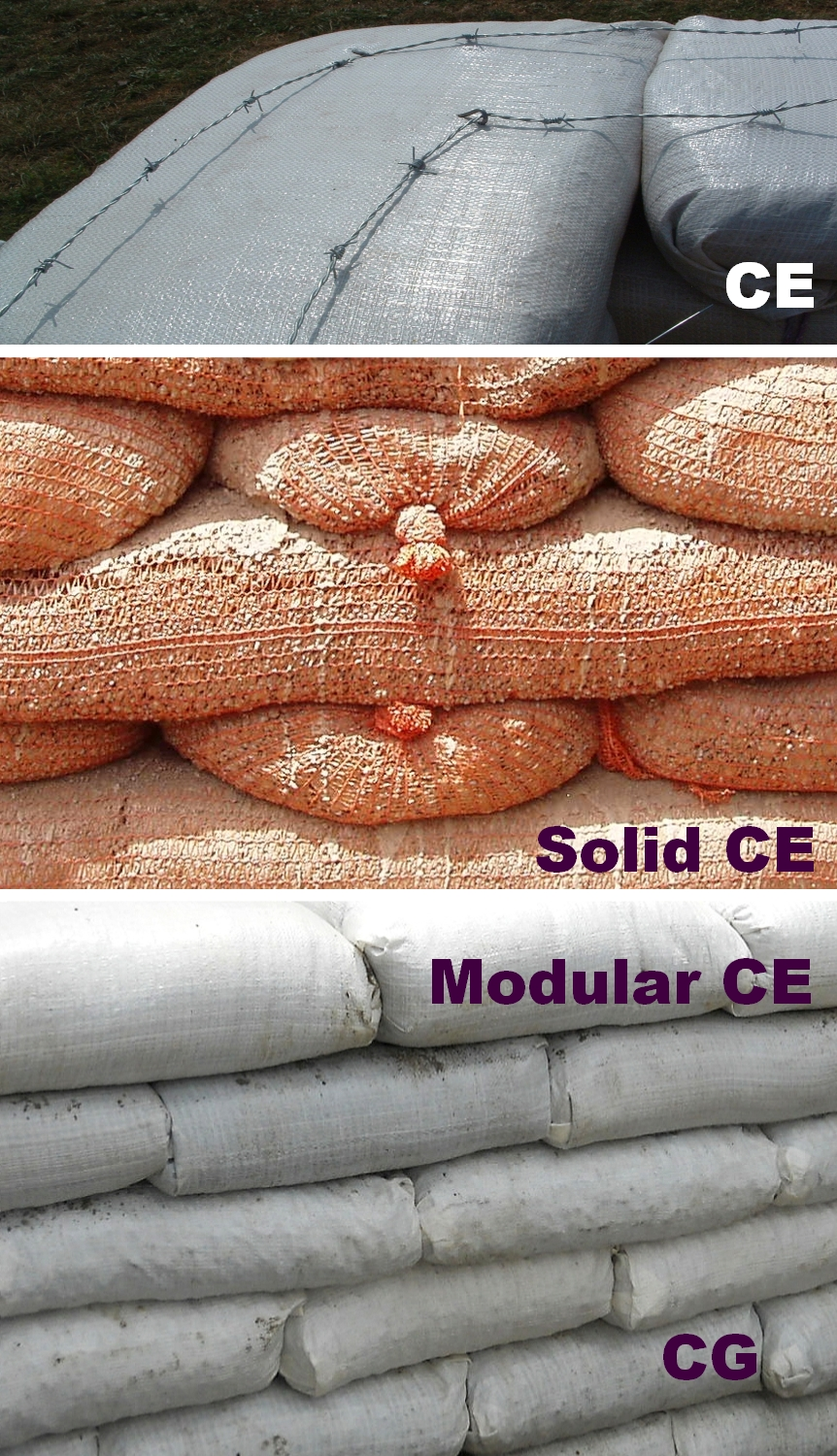
نماذج للتشيد بواسطة أكياس التراب

تبدأ أعمال البناء عادة بحفر خندق إلى تربة تحتية معدنية غير مضطربة، مملوءة جزئيًا بالأحجار و/أو الحصى لإنشاء ركيزة أساسية من أنقاض الخنادق. وفي المناطق التي يشتد فيها خطر الزلازل قد يوصى بأساس خرساني معزز أو عارضات تسوية. ويمكن بناء مباني أكياس التراب على قطع خرسانية تقليدية (على الرغم من أنها أكثر تكلفة ويستخدم طاقة مجسدة أكثر من قاعدة خندق تحت الأنقاض) ويمكن أن يكون له أساس (عائم) عازل أو تحت الأرض مثل السفينة الأرضية أيضًا.
تشكل طبقات متعددة من الحصى في أكياس منسوجة مزدوجة أساسًا مقاومًا للماء وتحتوي كل طبقة عادة على جدائل من الأسلاك الشائكة في الأعلى، والتي تتصل بالكيس لمنع الانزلاق ومقاومة أي ميل للتوسع الخارجي للجدران المقببة أو المستطيلة.
تعادل الأكياس الموجودة على المسار في الأعلى بمقدار 200 مم (8 بوصات) - نصف عرض الحائط الذي يبلغ 450 مم (18 بوصة) - وهو مشابه للسند الجاري في البناء. ويمكن ملء الأكياس مسبقًا بالمواد ورفعها للأعلى أو تعبئة الأكياس أو الأنابيب في مكانها. ويثبت وزن الحشوة الترابية الكيس في مكانه على السلك الشائك بالأسفل. ويؤدي الدك الخفيف في الأكياس أو الأنابيب على تدعيم التعبئة الرطبة التي تحتوي على الطين، كما يؤدي إلى إنشاء أكياس أو أنابيب متشابكة مثبتة على الأسلاك الشائكة.